# Johanneshovsbron
Johanneshovsbron ist eine Straßenbrücke in der schwedischen Hauptstadt Stockholm. Sie befindet sich südlich des Stadtteils Södermalm und führt über den Hammarbykanal. Die Eröffnung der Brücke fand am 9. Oktober 1984 statt.
Die Johanneshovsbron hat eine Länge von 756 Meter und eine Breite von 17,90 Meter, die Brückendurchfahrtshöhe beträgt 32,0 Meter bei mittlerem Wasserstand, die durchschnittliche Spannweite zwischen den Pfeilern beträgt etwa 51 Meter. Sie überspannt die Skansbron und die Skanstullsbron, zwei weitere Brücken, die 1925 respektive 1947 eingeweiht wurden. Hier befindet sich noch die Kvarnbron, die zwischen 2000 und 2002 erbaut wurde. 
Die Johanneshovsbron verbindet Södermalm mit dem Stadtteil Johanneshov, sowie den Riksväg 73, eine wichtige Ausfallstraße der Stadt nach Süden in Richtung Nynäshamn. Die Brücke ist Teil der durch das Zentrum verlaufenden Nord-Süd-Verbindung, die nördlich des Söderledstunnelns über die Centralbron, weiter in Richtung Norden bis zum Stockholmer Ring verläuft.

## Bildergalerie

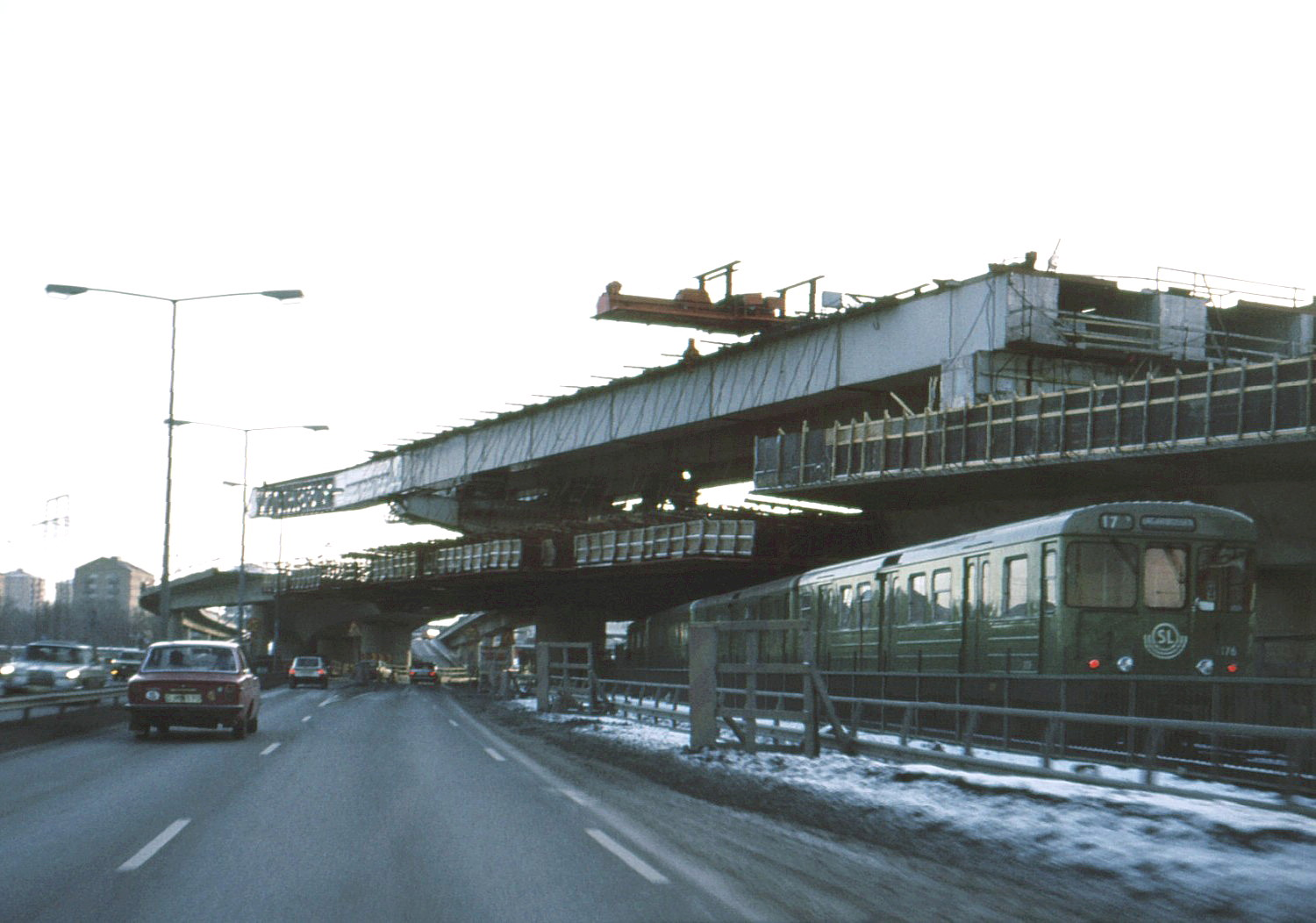
Johanneshovsbron im Bau 1984
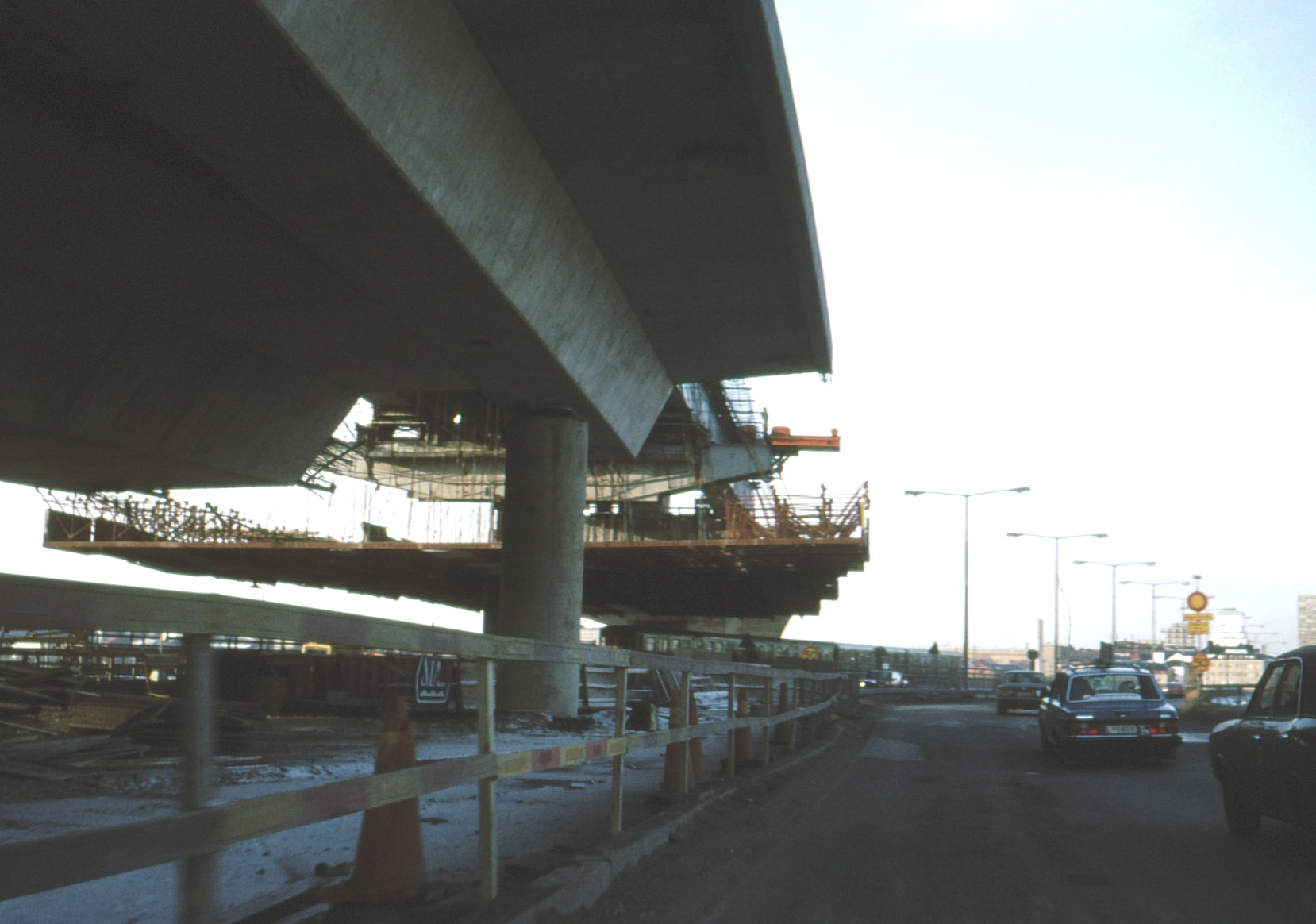
Johanneshovsbron im Bau 1984
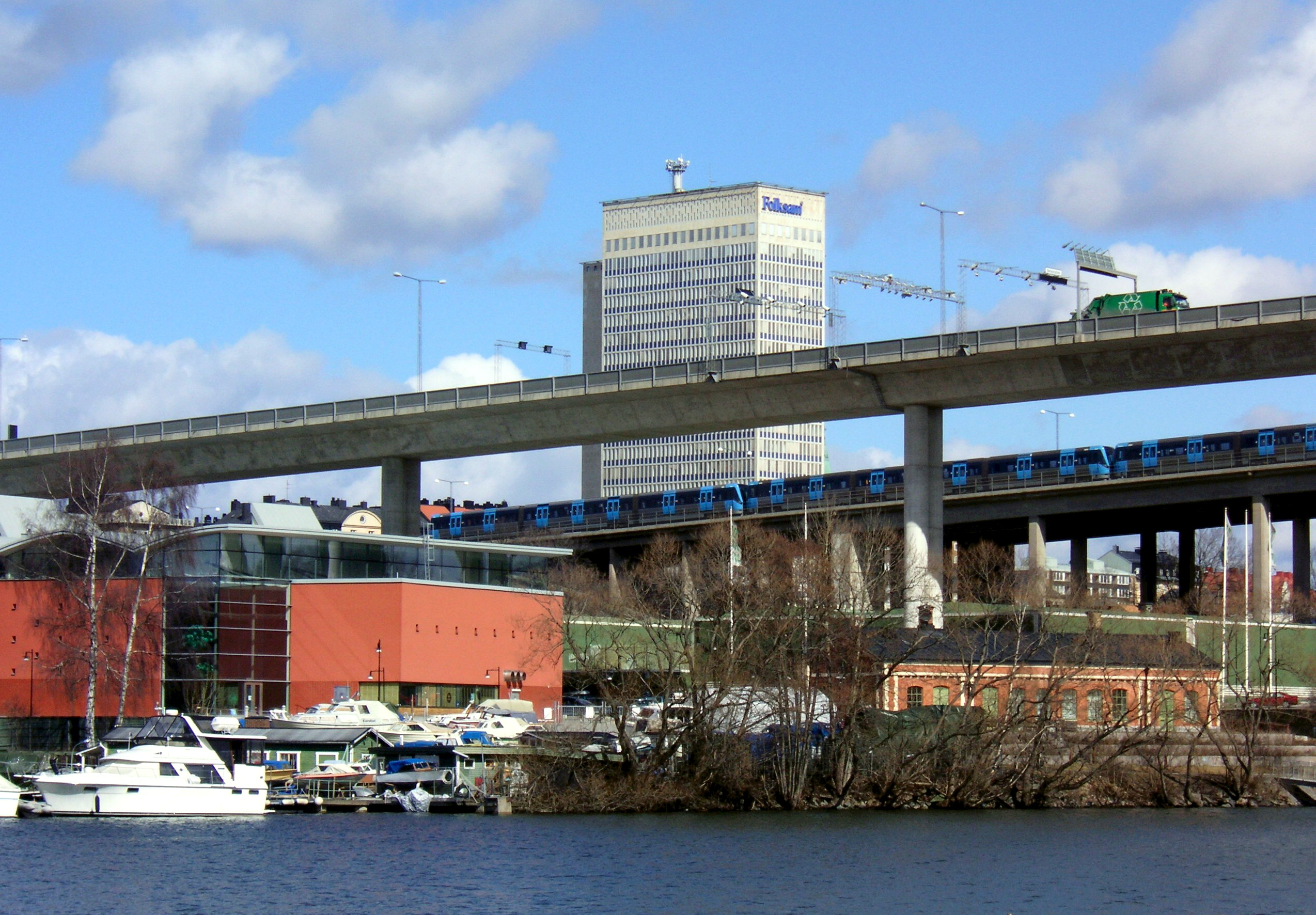
Johanneshovsbron mit Skanstullsbron im Hintergrund
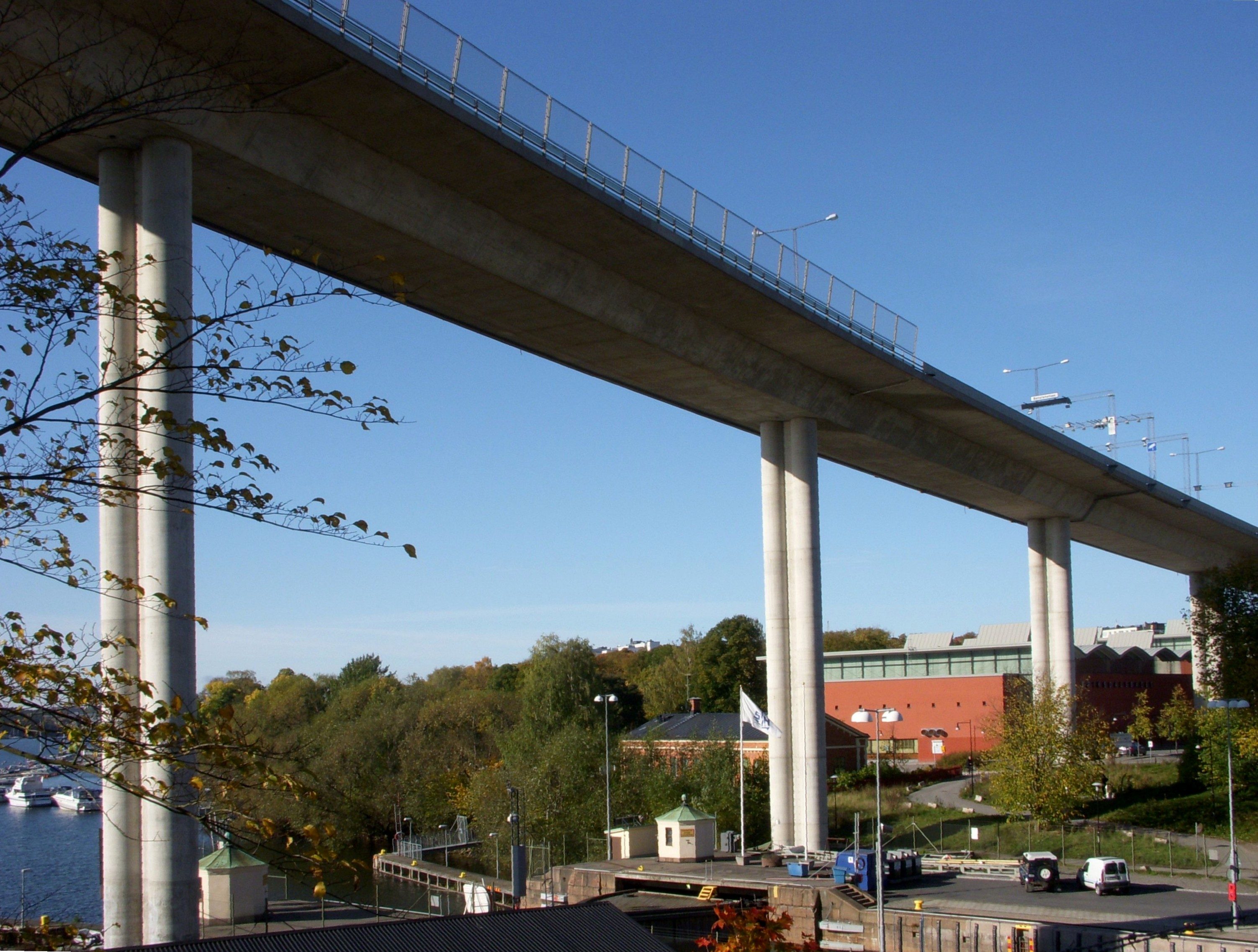
Johanneshovsbron im Oktober 2008